# طارق سليمان
طارق سليمان (مواليد 24 يناير 1962) هو لاعب كرة قدم مصري معتزل. شارك مع منتخب مصر في كأس العالم 1990 في إيطاليا.
ولد طارق في بورسعيد في 24 يناير 1962 بدأ اللعب في ناشئين نادي بورفؤاد ثم ما لبث ان انضم لنادي المصري بعد أن لفت الانظار بإمكانياته العالية، شارك في العديد من البطولات مع المنتخبات المصرية في مختلف الأعمار السنية حيث شارك في بطولة العالم للشباب في أستراليا 1981، كما شارك في بطولة كأس الأمم الأفريقية 1988 بالمغرب وبطولة كأس الأمم الأفريقية 1992 بالسنغال غير ان الإنجاز الأبرز في تاريخه يبقى مشاركته مع منتخب مصر في كأس العالم 1990 بإيطاليا،لعب مع المصري من عام 1983 وحتى 1995 ووصل لنهائي كأس مصر مع الفريق ثلاث مرات في تاريخه ولم يوفق في الفوز بها في اعوام 1983 و1984 و1989، كما حصل مع المصري على المركز الثالث ببطولة الدوري بعد الأهلي والزمالك في عام 1984.. سلك طريق التدريب وتولى تدريب عدة فرق مصرية قبل أن يتولى تدريب فريق نادي الصقر الرياضي الثقافي اليمني في موسم 2012/2013 .

## روابط خارجية
- طارق سليمان على موقع الاتحاد الدولي (مؤرشف)  (الإنجليزية)
- طارق سليمان على موقع قاعدة بيانات كرة القدم.إي يو (الإنجليزية)
- طارق سليمان على موقع ناشيونال فوتبول تيمز (الإنجليزية)
- طارق سليمان على موقع كووورة